# Беловарска катедрала
Беловарската катедрала „Света Тереза Авилска“ (на хърватски: Katedrala sv. Terezije Avilske u Bjelovaru) е католическа катедрала в града Беловар, Хърватия.
Тя е катедралният храм на Беловарско-крижевската епархия, паметник на архитектурата. Осветена в името на Света Тереза Авилска. Получава статут на катедрала през 2009 г. след образуването на епархия с център в Беловар, преди това е енорийска църква.

## История
През 1756 г. в Беловар е построена голяма крепост, в рамките на фортификационните работи за създаване на Военната граница, което предизвиква приток на население в града. През 1761 г., по покана на властите на Военната граница в Беловар, пристигат чешки монаси от ордена на пиаристите. Единствената религиозна сграда тук е един малък параклис, затова е взето решение да се изгради голяма църква. На 10 април 1765 г. е положен първият камък. През 1770 г. строителството на основната част на храма е завършено, а на 15 октомври 1772 г. храмът е осветен в името на Света Тереза Авилска. Изборът на името на света Тереза е свързан с факта, че тя е покровителка на императрица Мария Терезия, по заповед на която е построена Беловарската крепост. През 1774 г. е завършена камбанарията. Храмът е построен в стил барок.
Земетресението от 1880 г. нанася щети на катедралата. През 1888 г. тя е реконструирана и възстановена по план на архитекта Херман Боле, а през 1896 г. е обновен интериорът.
Чак до 1980 г. „Св. Тереза“ е единствената църква в Беловар и близките предградия, а енориаши са всичките жители на града от католическо вероизповедание. През 1980 г. е построена още една църква – „Св. Антоний Падуански“.
На 29 септември 1991 г. по време на войната за независимост, по време на битки между части на ЮНА и хърватски сили, в църквата попада снаряд. Взривът убива три жени, молещи се в храма по това време, и причинява структурни щети. След края на войната църквата е реставрирана, в памет на мъртвите жени е монтирана мемориална плоча.
На 5 декември 2009 г. папа Бенедикт XVI създава епархията Беловар-Крижевци, а храмът „Света Тереза Авилска“ се превръща в катедрала на новата епархия.